# Boehmia longirostris
Boehmia longirostris är en havsspindelart som beskrevs av Stock, J.H. 1957. Boehmia longirostris ingår i släktet Boehmia och familjen Ammotheidae. Inga underarter finns listade.